# Stephen Kim Sou-hwan
Stephen Kim Sou-hwan(김수환), né le 8 mai 1922 à Daegu et mort le 16 février 2009 à l’hôpital Sainte-Marie de Gangnam de Séoul, est un cardinal sud-coréen, archevêque émérite de Séoul à partir de 1998.

## Biographie
Stephen Kim Sou-hwan a été ordonné prêtre le 15 septembre 1951 en pleine guerre de Corée. Pendant la guerre de Corée, il exerce son ministère dans diverses paroisses et assiste son archevêque comme secrétaire. Il est ensuite envoyé au Japon où il suit des études de philosophie auprès de l'université Sophia de Tokyo, dirigée par les jésuites.
Après un nouveau séjour en Corée où il travaille pour un journal catholique, il part en Allemagne où il suit des études en sciences sociales à l'université de Münster.
Nommé évêque de Masan en Corée du Sud le 15 février 1966, il est consacré le 31 mai suivant. Le 9 avril 1968, il est nommé archevêque de Séoul. De plus, il est administrateur apostolique de Pyongyang, responsable de la Corée du Nord à partir du 10 juin 1975.
Il préside à plusieurs reprises la Conférence des évêques catholiques de Corée (ko), puis la Fédération des conférences épiscopales asiatiques (en) de 1973 à 1977. Il se retire le 3 avril 1998 pour raison d'âge. Le cardinal Nicolas Cheong-Jin-Suk lui succède alors.
Il est créé cardinal par Paul VI lors du consistoire du 28 avril 1969 avec le titre de cardinal-prêtre de S. Felice da Cantalice a Centocelle.
Il est ainsi le premier Coréen à accéder au cardinalat. À 46 ans, il est alors le plus jeune membre du collège cardinalice. La durée de son cardinalat est de 39 ans et 294 jours, d'avril 1969 à février 2009.